# 風俗の歴史
『風俗の歴史』は、エドゥアルト・フックスによって書かれたヨーロッパの民衆史である。庶民を中心とする風俗を、その時代の絵画資料を使って紹介している。ドイツ資本主義の全盛時代が生んだ、国宝的な古典であるとされる。

## 特徴
本書の特徴については、翻訳者の安田徳太郎が、次のように記している。
フックスはこの本で、ヨーロッパ民衆の歴史を、それこそ民衆の言葉で生きいきと述べるのを目的としたから、集められた絵画は庶民的なものや、時代の政治や風俗の本質をついた漫画や風刺画がひじょうに多く、その意味でヨーロッパでもはじめての民衆の歴史であった。—安田徳太郎訳『風俗の歴史』、第1巻、7頁

## 原書
原題は、Illustrierte Sittengeschichte vom Mittelalter bis zur Gegenwart であり、全6巻である。
1909年から1912年にかけてAlbert Langen (Verlag für Literatur und Kunst, München)によって出版された。しかし、ヒトラーにより発禁本とされ、焼かれたという経緯がある。
本書の構成は、以下の通りである。
第一巻：Renaissance
第二巻：Ergänzungsband Renaaissance
第三巻：Die galante Zeit
第四巻：Ergänzungsband Die galante Zeit
第五巻：Das bürgerliche Zeitalter
第六巻：Ergänzungsband　Das bürgerliche Zeitalter
「ルネサンス」、「ギャラントの時代」、「ブルジョア時代」に分かれ、それぞれに、補足がつく構成となっている。

## 日本語訳
安田徳太郎が日本語に翻訳している。
最初の翻訳は、1953年（昭和28年）から1959年（昭和34年）にかけて、光文社から出版されたが、絶版になった。その後、1966年（昭和41年）から1967年（昭和42年）にかけて、同じく光文社から全10巻で出版された。この構成は、第1巻から第3巻が「ルネサンス」、第4巻から第6巻が「ギャラントの時代」、第7巻から第9巻が「ブルジョア時代」であり、最後の第10巻は、画集である。
1971年（昭和46年）に角川文庫から全9巻で文庫本として出版された。この版では、前回翻訳されなかった「補遺」の部分も翻訳されたが、その分、画像は大幅に減っている。この版は1990年（平成2年）に復刊された。